# Walther Schreiber
Walther Carl Rudolf Schreiber (10. juni 1884 – 30. juni 1958) er en tysk politiker, der var borgmester i Vestberlin fra 1953 til 1955. Oprindeligt var han medlem af Deutsche Demokratische Partei, men skiftede efter 2. verdenskrig til CDU, som han var med til at stifte i den sovjetisk besatte del af byen.
I 1925-1932 var han handelsminister i Preussen. Han blev borgmester, da Ernst Reuter døde i oktober 1953, og den tidligere koalition mellem SPD, CDU og FDP brød sammen. SPD gik efterfølgende i opposition og Schreiber blev borgmester. Ved valget i december 1954 kunne CDU og FDP ikke længere mønstre et flertal, mens det lykkedes SPD at opnå absolut flertal, og Otto Suhr kunne sætte sig i borgmesterstolen.
På grænsen mellem Steglitz og Friedenau er en plads og en U-Bahn-station opkaldt efter Walther Schreiber.